# Shorea balanocarpoides
Espèce
Synonymes
- Balanocarpus pahangensis Foxw.[2]

Statut de conservation UICN

 EN A1cd : En danger
Shorea balanocarpoides est une espèce de plantes du genre Shorea de la famille des Dipterocarpaceae.